# Béla Illés (écrivain)
Ne doit pas être confondu avec le footballeur Béla Illés.
Dans le nom hongrois Illés Béla, le nom de famille précède le prénom, mais cet article utilise l’ordre habituel en français Béla Illés, où le prénom précède le nom.
Béla Illés (Kassa, 22 mars 1895 - Budapest, 5 janvier 1974) est un écrivain hongrois, célèbre pour avoir reçu par deux fois le prix Kossuth, le plus prestigieux des prix littéraires hongrois.

## Biographie
Après l’école secondaire (1912), il obtient un doctorat de l'université de Budapest (1916). D'abord journaliste, il prend part aux révolutions de 1918-1919 et doit alors s'exiler dans les Carpates ukrainiennes où il devient militant communiste.
Arrêté, il est expulsé en Tchécoslovaquie (1921) puis vit à Vienne avant d'être à nouveau expulsé (1923). Il s'installe alors en Union soviétique où il participe  aux différents mouvements internationaux des écrivains progressistes.
Pendant la Seconde Guerre mondiale, il combat dans l'armée soviétique comme simple engagé puis comme officier et rentre en Hongrie avec l'armée.
Rédacteur en chef du Irodalmi Újság (Journal littéraire) (1950-1956), membre du comité de rédaction d'Élet és Irodalom (Vie et littérature) (1957-1959), il reçoit le prix Kossuth en 1950 puis en 1955.

## Hommage
Une rue de Budapest (l'ancienne rue Sas) porte son nom.

## Œuvres
Ses œuvres sont très inspirés des événements de sa vie. On lui doit des romans, des contes et des nouvelles dont :
- Doktor Utrius Pál honvédbaka iratai (1916)
- Ég a Tisza (1929)
- Kárpáti rapszódia (1939)
- Új bor (1945)
- Erdei emberek (1945)
- Zsatkovics Gergely királysága (1946)
- Fegyvert és vitézt éneklek (1949)
- Vígszínházi csata (1950)
- Honfoglalás (1952)
- Harminchat esztendő (1956)
- Válaszúton (1958)
- Anekdoták könyve (1960)
- Lövészárokban (1966)
- Pipafüst mellett (1967)
- Varázsló inasok (1978)

En français
- Rhapsodie des Carpathes, 2 vols., Corvina, 1963 (= Kárpáti rapszódia)
- La Valeur pratique de la gloire littéraire, Revue Europe no 411-412, Littérature hongrosie, 1963, p. 132-133
- La Tisza en feu, Corvina, 1966 (= Ég a Tisza)